# Premier League of Belize
Premier League of Belize är högstaligan i fotboll på Belize, ligan grundades 2011 efter sammanslagning av Premier Football League och Super League, den första säsongen sparkade igång 2012

## Mästare
- 2012 — Placencia Assassins
- 2012/13 (O) — Belmopan Bandits
- 2012/13 (C) — Police United
- 2013/14 (O) — Belmopan Bandits
- 2013/14 (C) — Belmopan Bandits
- 2014/15 (O) — Belmopan Bandits
- 2014/15 (C) — Verdes
- 2015/16 (O) — Police United
- 2015/16 (C) — Belmopan Bandits
- 2016/17 (O) — Belmopan Bandits
- 2016/17 (C) — Belmopan Bandits
- 2017/18 (O) — Verdes
- 2017/18 (C) — Belmopan Bandits
- 2018/19 (O) — Belmopan Bandits
- 2018/19 (C) — San Pedro Pirates
- 2019/20 (O) — Verdes
- 2019/20 (C) —